# 木原太郎 (物理学者)
木原 太郎（きはら たろう、1917年5月5日 - 2001年2月10日）は、日本の物理学者。仕事は電磁波論、気体論、プラズマ、宇宙論と多方面にわたるが、その研究には構成粒子の振舞いの物理的イメージからシステムの特性を考える気体論的思考が貫かれている。

## 経歴と仕事
出身はその頃の東京市京橋区で、現在の東京駅八重洲口前の地に生まれた。そして地元の小学校、旧制府立高等学校（7年制）を経て1937年に東京帝国大学理学部物理学科に入学。在学中に1年間を数学科の授業受講に費やして年限3年の（旧制）大学に4年をかけ、1941年3月に卒業した。
卒業後は大学院に残って小谷正雄教授の指導を受け、原子・分子の物理学を研究した。しかし、当時は戦時下で指導教官の小谷も極超短波の研究をしていた時期だったので、木原もその一環として導波管内のマイクロ波の挙動を研究し、その成果を戦後にまとめて単行本「導波管」（修教社、1948）として出版した。そしてこれが木原の学位論文となった。　一方その間、1943年に同大学理学部助手に採用され、戦後になって 1949年に助教授に昇進、1959年に教授に昇進した。
木原の研究の本領は分子間力ないしは気体論にあり、それはライフワークとも言うべきものである。実際、1943年に気体の第3ビリアル係数を具体的に計算したのを始めとして、気体の状態方程式や輸送係数をもちいての分子間力の決定、凸体のコアを持つ分子間ポテンシャルの創始、自力で結晶する分子模型の発明など、数多の創意あふれる仕事をして、それらをまとめて岩波全書の1冊「分子間力」（1976)を出版した。なお、この時期にある機縁で2次元結晶の相転移現象を研究したモデル（s色イジング模型）は現在 Potts-Kiharaモデルと呼ばれている。
1950年代後半になって日本でも熱核融合研究の機運が生まれ、その中で木原はクーロン力を分子間力とする気体としてプラズマの研究を始め、まずはプラズマの基本的性質に関する理論をとりまとめて岩波講座「現代物理学」の1冊「プラズマの物理学」（1959）を著した。そして多くの研究を行ったが、もっとも関心をもっていたクーロン力の衝突断面積の発散の問題を解決したのち、1967年頃から研究の重心を宇宙論にうつした。なお、日本の熱核融合研究の初期、その研究体制づくりにおいても日本学術会議核融合特別委員会幹事として大いに貢献した。
宇宙論においてはまず膨張する宇宙において物質が凝集して銀河をつくるための密度のゆらぎの閾値を決定した。そして、宇宙で重力によって相互作用する銀河の体系の研究に2体相関関数を導入し、また計算機シミュレーションを行ってその群がり方の特徴をよく再現出来ることを示した。これらの先駆的研究により1998年に東レ科学技術賞を受賞した。
1977年に東京大学教授を定年退官した後、電気通信大学において5年間、つづいて明星大学において10年余にわたり教授を務めて教育に力をいたした。特に明星大学では学生を指導して計算機シミュレーションを行い、相転移現象の様子などを一緒に調べて楽しんだ。そしてその結果をまとめて「Cによる統計物理」（東京大学出版会、1993）として出版した。
そのほかにも木原には「化学物理入門」（岩波全書、1978)、「分子と宇宙」（岩波新書、1979)、「幾何学と宇宙」（東京大学出版会、1983)、「原子・分子・遺伝子」（東京化学同人、1987）などの一般向け著書があり、いずれも木原の自然観の現れである。

## 略歴
- 1937年　旧制府立高等学校卒業
- 1941年　東京帝国大学理学部物理学科卒業、同大学院入学（特選給費学生）
- 1943年　東京帝国大学理学部助手
- 1948年　理学博士
- 1949年　東京大学理学部助教授
- 1959年　東京大学理学部教授（1978年まで）
- 1964年　名古屋大学プラズマ研究所教授（併任、1965年まで）
- 1978年　電気通信大学電気通信学部教授（1983年まで）
- 1983年　明星大学理工学部教授
- 1993年　明星大学理工学部非常勤講師（1997年まで）、勲三等旭日中綬章受章[1]
- 1998年　東レ科学技術賞